# Bathycongrus odontostomus
Bathycongrus odontostomus és una espècie de peix pertanyent a la família dels còngrids.

## Descripció
- Pot arribar a fer 4,3 cm de llargària màxima.[3][4]

## Hàbitat
És un peix marí i batidemersal que viu fins als 886 m de fondària.

## Distribució geogràfica
Es troba des de l'Índic occidental fins a les Filipines, Indonèsia i el Pacífic sud-occidental.

## Observacions
És inofensiu per als humans.